# Jan Bresinski

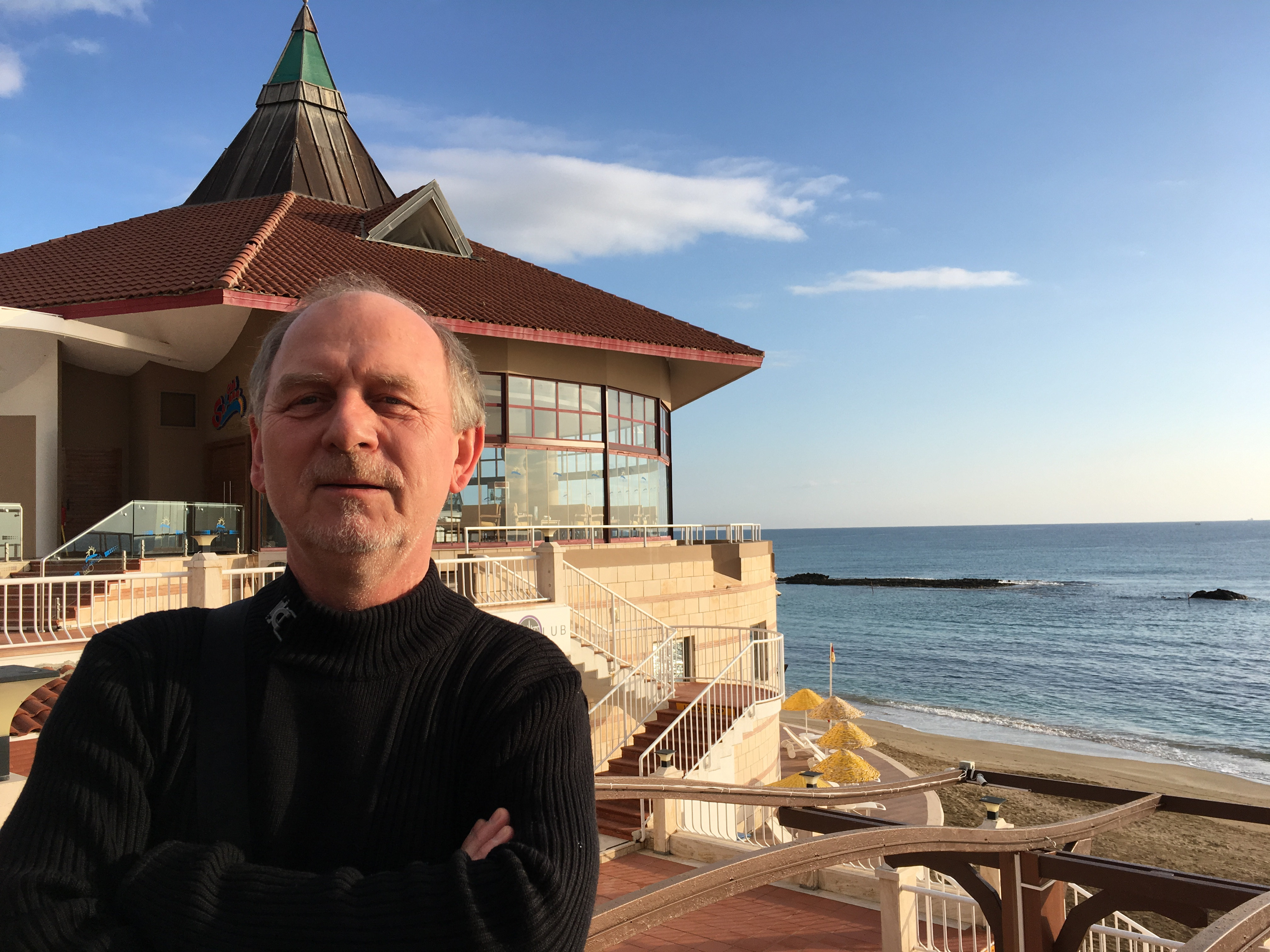
Jan Bresinski, 2017

Jan Bresinski (* 12. Juni 1954 in Beuthen, Polen) ist ein in Deutschland lebender bildender Künstler und Kunstpädagoge.

## Leben und Schaffen
Geboren in einer deutschstämmigen Familie in Oberschlesien, besuchte er zuerst ein bautechnisches Gymnasium in Beuthen, an dem er das Fachabitur erlangte. Da in dieser Zeit sein zeichnerisches Talent zutage kam, entschied er sich, Kunst zu studieren. Von 1971 bis 1975 studierte er Malerei und Graphik an der Graphik-Fakultät der Krakauer Kunstakademie. Seinen Diplom legte er 1979 in der Meisterklasse von Maciej Bieniasz ab.
Aufgrund der hoffnungslosen Situation für Kunstschaffende in Polen zur Zeit des zusammenbrechenden Kommunismus, fiel die Entscheidung für Übersiedlung nach Deutschland (1985), wo schon ein Teil seiner großen Familie lebte. In Deutschland lebte er zuerst am Niederrhein (Neuss, Mönchengladbach, Krefeld). Seit 1996 in Windeck und Eitorf im Rhein-Sieg-Kreis.
Jan Bresinski arbeitet kontinuierlich als bildender Künstler. Seit 1996 arbeitet er in seinem Atelier auf dem Gelände der Schoeller-Fabrik in Eitorf. Im Laufe der Jahre entwickelte sich der Markusplatz auf dem Gelände der alten Fabrik zu einem Kulturzentrum, in dem Ausstellungen und andere Veranstaltungen stattfinden.
Jan Bresinski stellt regelmäßig seine Arbeiten im In- und Ausland aus. Durch die von ihm initiierte und organisierte Kunstaktionen im Rhein-Sieg-Kreis belebte er zeitweilig das kulturelle Leben der Region. („Kunst um Fluss“ 1999 Herchen/Sieg, „SpielArt“ 2002 Rheinbach).
Jan Bresinski beschäftigt sich hauptsächlich mit Malerei, die während des über 40-Jährigem künstlerischen Schaffens, verschiedene Ausprägungen aufwies, welche zwischen abstrakter und realistischer Darstellung wechselten. Die formellen Experimente und Entwicklungen erlaubten eine deutliche Unterteilung des Schaffens in Werkzyklen („Wandsegmente“, „Continuum“, „Land/Über/Gang“, „Atlas der Irrwege“, „Ich bin der Raum wo ich bin“, „das elementare Grün“).
Im Jahr 2017 schaffte er im Rahmen der „Weltbaustelle Siegen“ mit dem afrikanischen Künstler Charles Bhebe ein Wandbild am Gebäude des Gymnasiums Am Löhrtor in Siegen.
Gelegentlich schafft Jan Bresinski Raumobjekte, Installationen, elektronisch gesteuerte Objekte, die vom ausgreifenden Erfindergeist zeugen.
Seine Fertigkeiten vermittelt er kontinuierlich als Dozent in Malkursen, u. a. in der Kunst- und Ausstellungshalle in Bonn, an der privaten Kunstakademie „EigenArt“ in Bad Heilbrunn sowie in seinem Atelier.

## Auszeichnungen
- 2012 – Preisträger des Kunstpreises der Stadt Limburg an der Lahn[9]